# Langstaartgraszanger
De langstaartgraszanger (Cisticola aberrans) is een vogel uit de familie Cisticolidae. 

## Verspreiding en leefgebied
Deze soort komt wijdverspreid voor in Afrika en telt zeven ondersoorten:
- C. a. admiralis: van zuidelijk Mauritanië tot Mali, Ghana en Sierra Leone.
- C. a. petrophilus: van noordelijk Nigeria tot zuidwestelijk Soedan, noordoostelijk Congo-Kinshasa, Oeganda, Rwanda en Burundi.
- C. a. emini (steengraszanger): zuidelijk Kenia en noordelijk Tanzania.
- C. a. nyika: van Zambia en zuidwestelijk Tanzania tot westelijk Malawi, Zimbabwe en westelijk Mozambique.
- C. a. lurio: oostelijk Malawi en noordelijk Mozambique.
- C. a. aberrans: zuidoostelijk Botswana en centraal Zuid-Afrika.
- C. a. minor: zuidelijk Mozambique en oostelijk Zuid-Afrika.

## Status
De grootte van de populatie is niet gekwantificeerd maar de soort wordt omschreven als plaatselijk algemeen in het zuiden en minder algemeen naar het noorden. Op de Rode lijst van de IUCN heeft deze soort de status niet bedreigd.